# Ščel'jajur
Ščel'jajur (in lingua russaЩельяюр) è un insediamento di tipo urbano situato in Russia, nella Repubblica dei Komi, nel distretto Ižemskij. Si trova sulla riva sinistra del fiume Pečora. 